# 남성여객
남성여객자동차(南城旅客自動車)는 울산광역시의 시내버스 운수 업체이다. 1995년 도농통합 이전부터 울산시 일대를 운행하고 있었으며, 울산여객, 한성교통, 유진버스와 동일한 계열사로 2011년 11월 대우여객 언양 영업소의 전 노선을 인수해서 운행하고 있다.

## 운행 노선
| - 111번 : 꽃바위 ~ 현대미술관 - 118번 : 꽃바위 ~ 우정동행정복지센터 - 121번 : 꽃바위 ~ 남목1동 - 236번 : 농소공영차고지 ~ 장생포 - 353번 : 태봉 ~ 울산역 - 418번 : 율리공영차고지 ~ 성안종점 - 423번 : 율리공영차고지 ~ 통도사 - 452번 : 율리공영차고지 ~ 달천회관 - 523번 : 덕하공영차고지 ~ 신화 - 543번 : 덕하공영차고지 ~ 양우내안애 - 743번 : 덕하공영차고지 ~ 울산과학기술원 - 752번 : 명촌차고지 ~ 매곡 - 763번 : 명촌차고지 ~ 봉계시장 - 1421번 : 율리공영차고지 ~ 율리차고지 - 1432번 : 율리공영차고지 ~ 모화 - 1452번 : 율리공영차고지 ~ 달천회관 - 1462번 : 율리공영차고지 ~ 농소공영차고지 - 울주81번 : 남창역 ~ 내광 - 울주82번 : 남창역 ~ 월내역 - 울주83번 : 작천정 ~ 작천정 - 울주84번 : 언양임시시외터미널 ~ 산현 |

## 보유 차량
전 차량이 현대자동차의 차종으로 운행하고 있다.
- 현대 그린시티
- 뉴 슈퍼 에어로시티
- 저상 뉴 슈퍼 에어로시티
- 블루시티 저상형
- 일렉시티
- 유니버스 스페이스 엘레강스
- 뉴 프리미엄 유니버스 엘레강스

## 갤러리

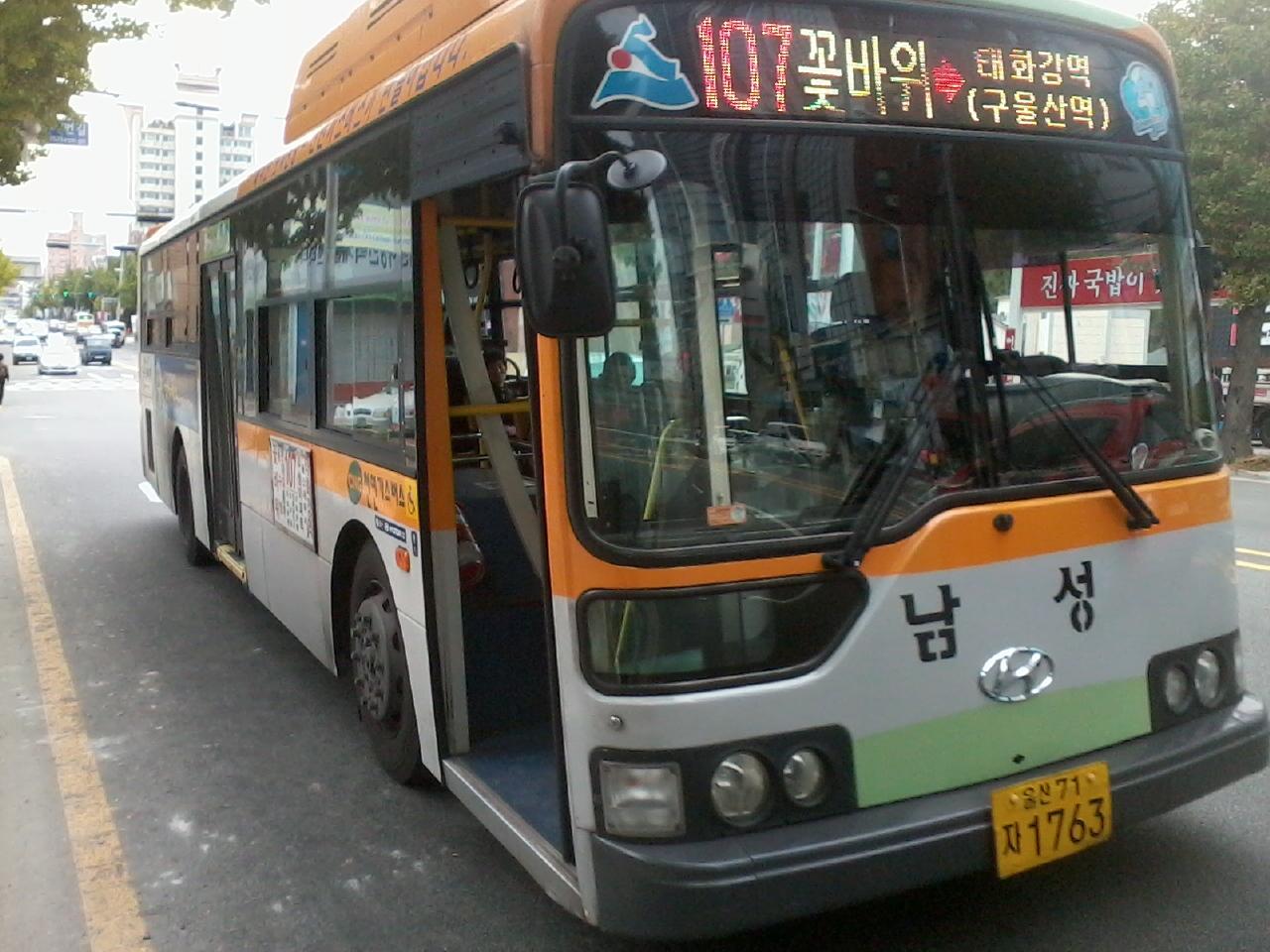
울산시내버스 107번 (저상)
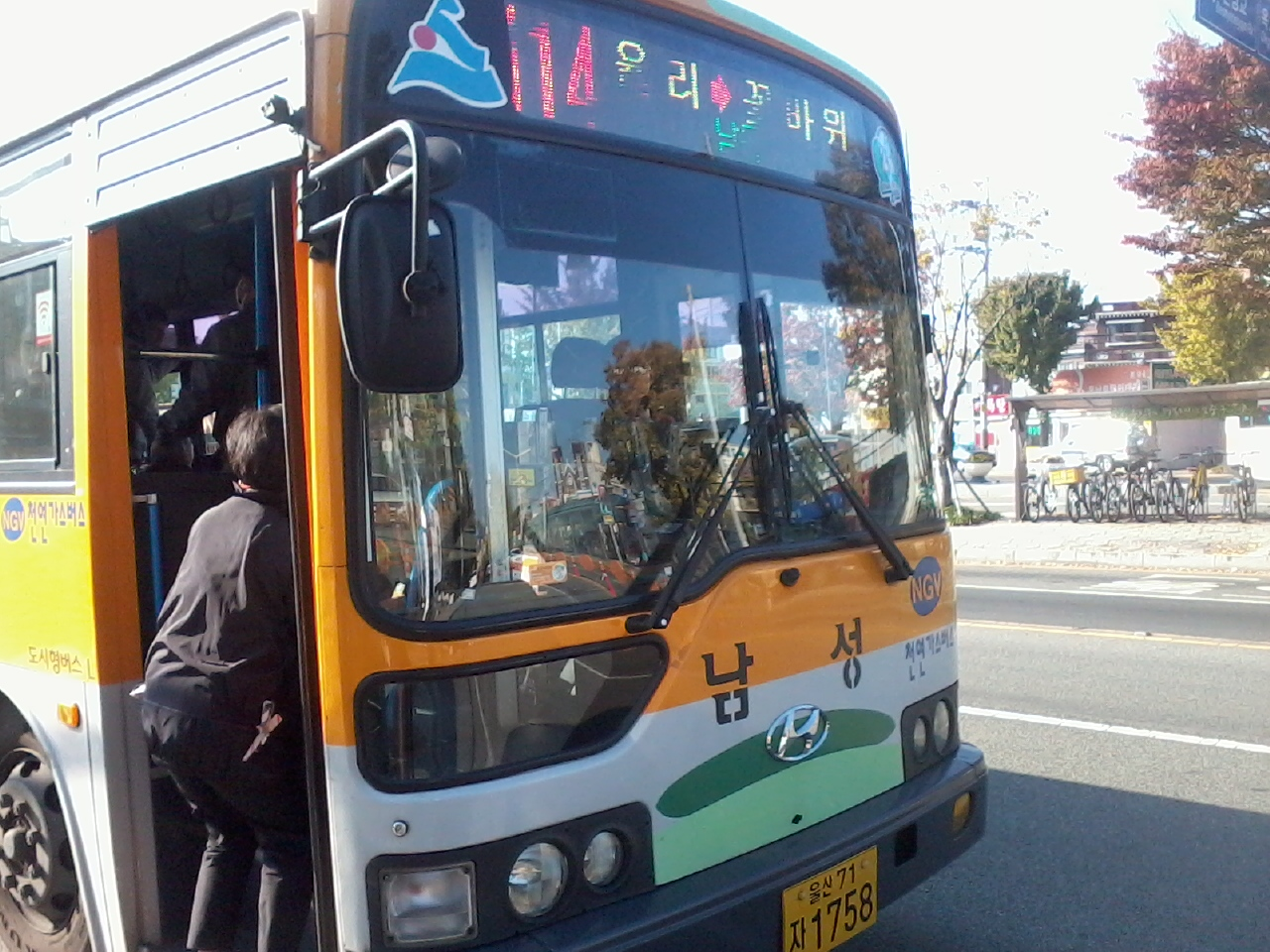
울산시내버스 114번
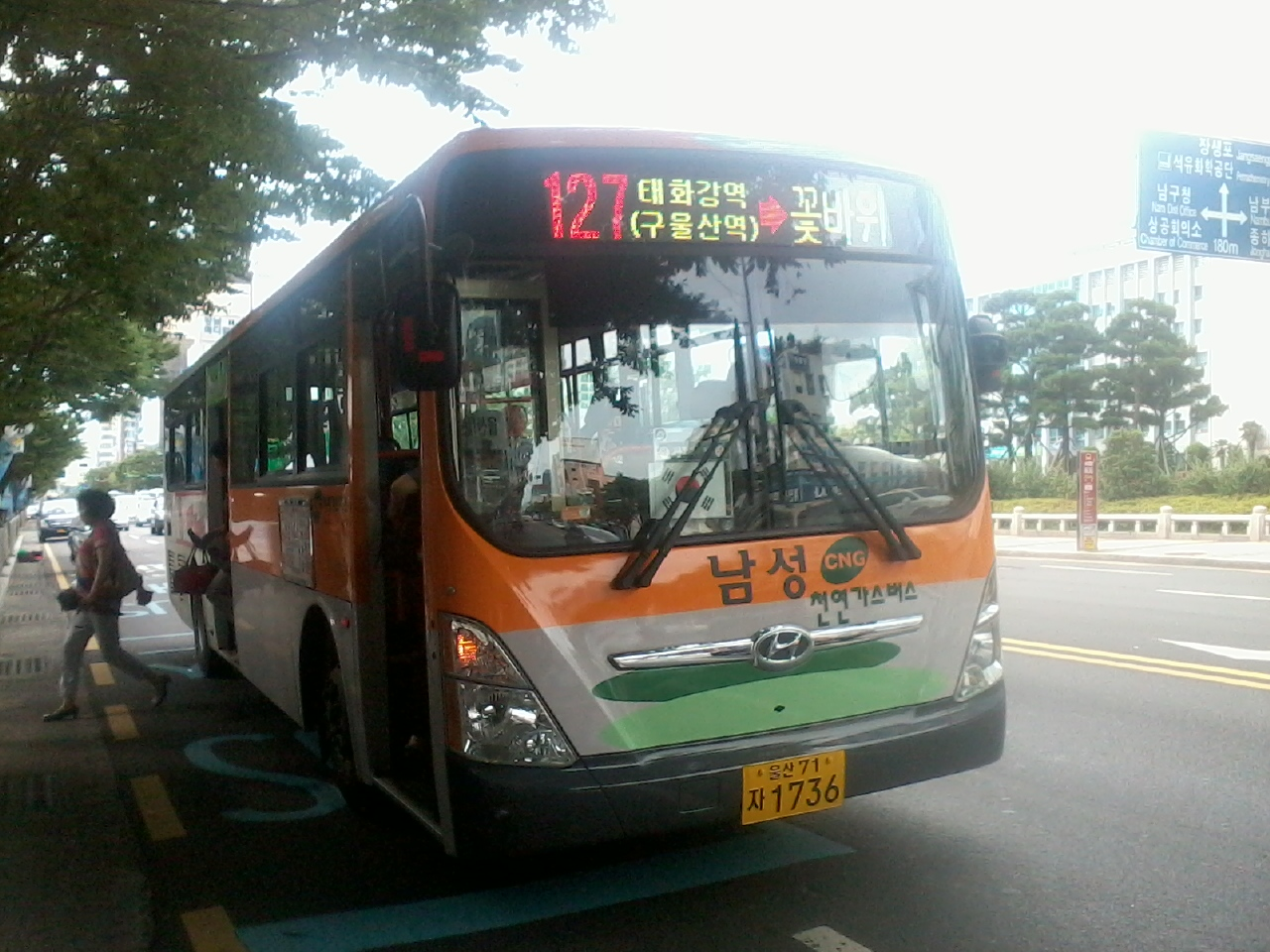
울산시내버스 127번
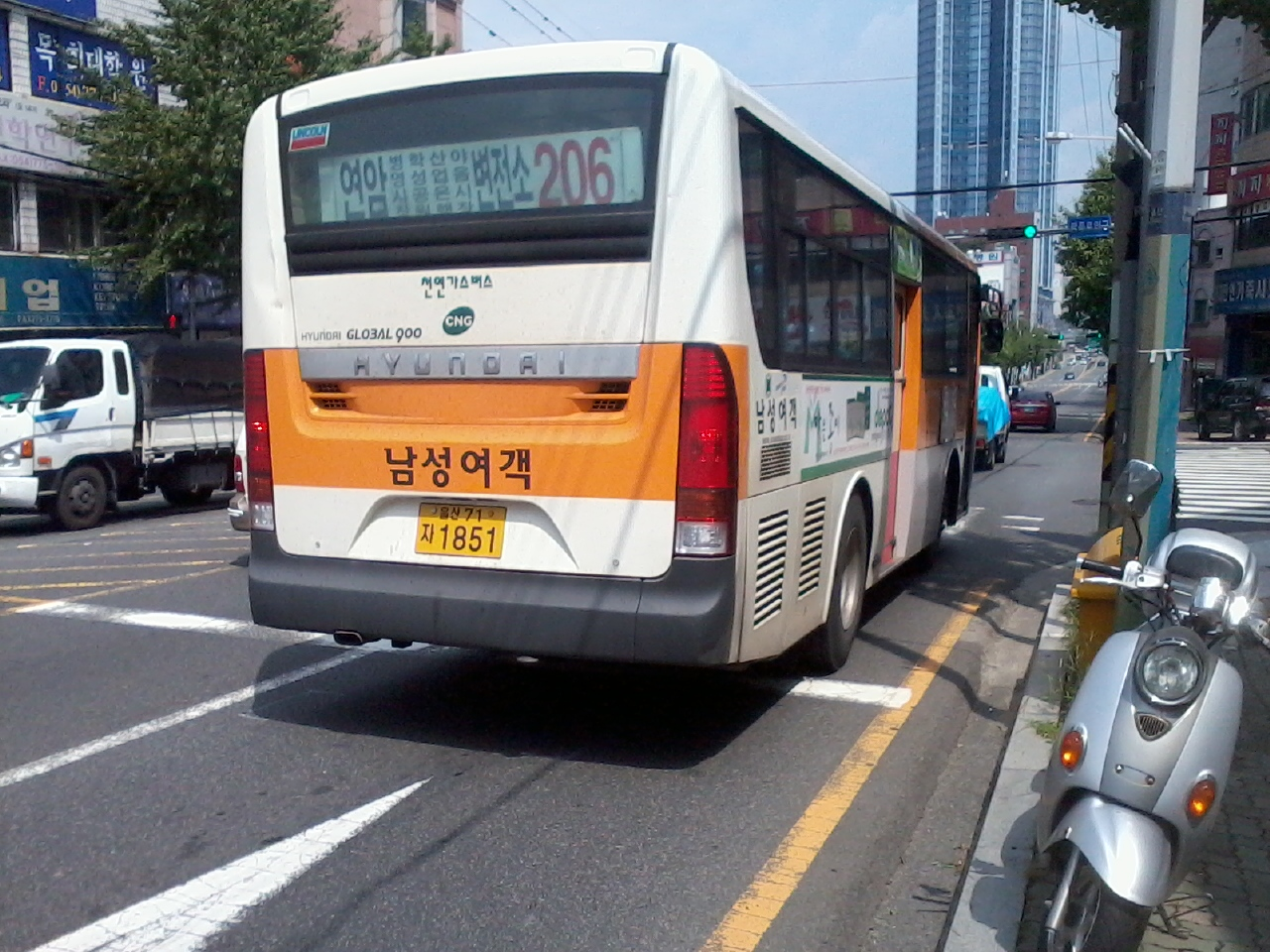
울산시내버스 206번
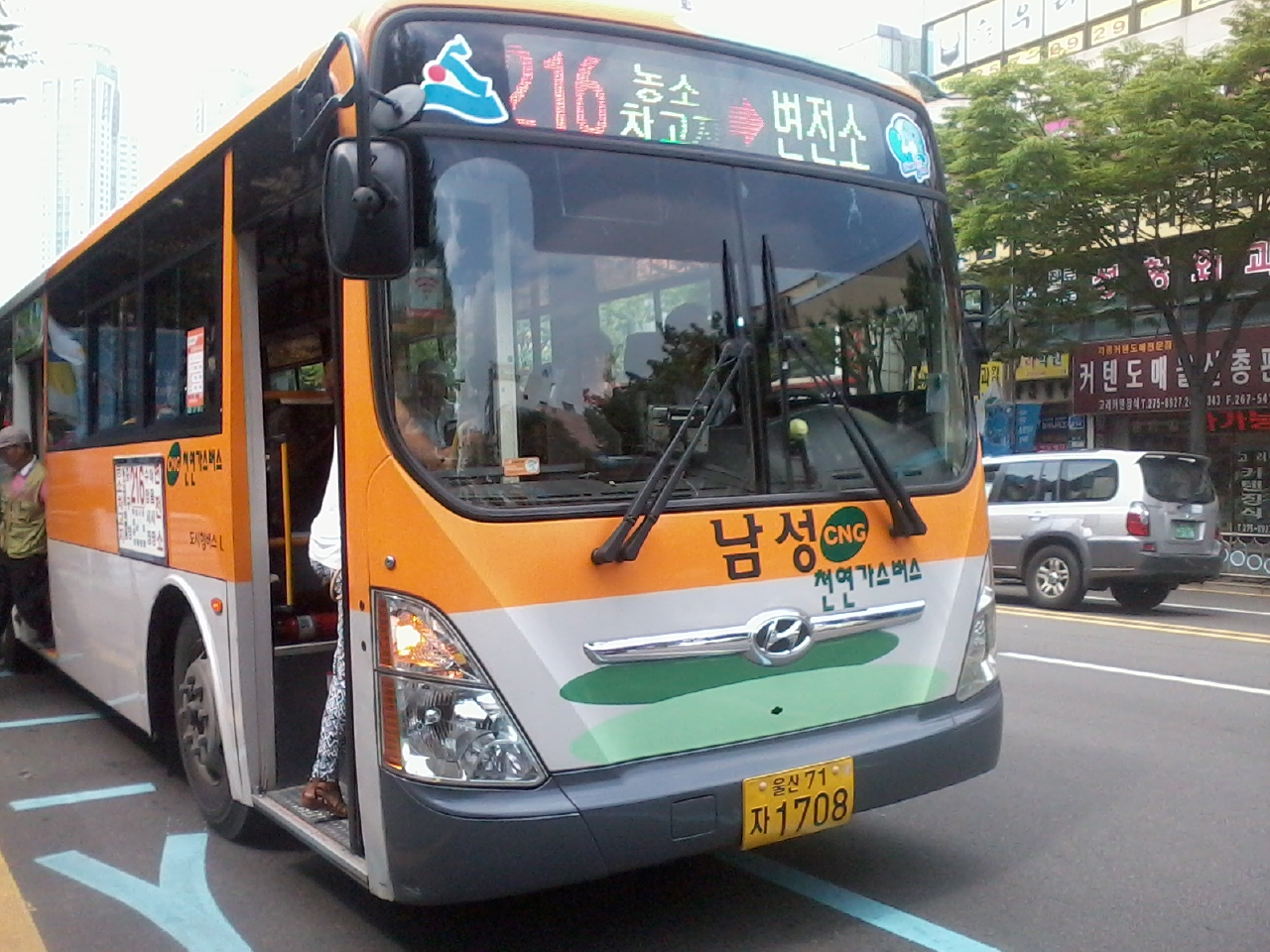
울산시내버스 216번
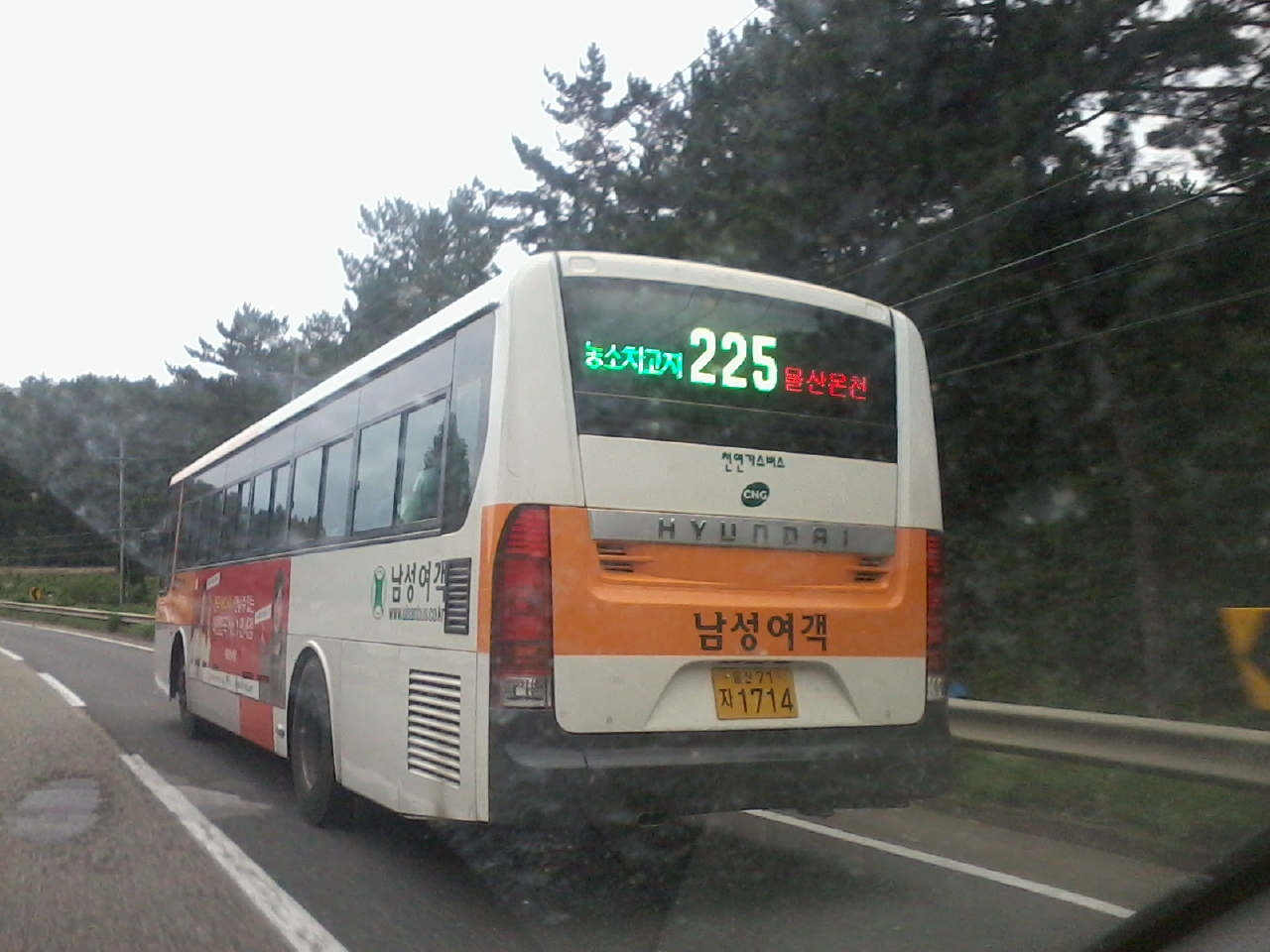
울산시내버스 225번
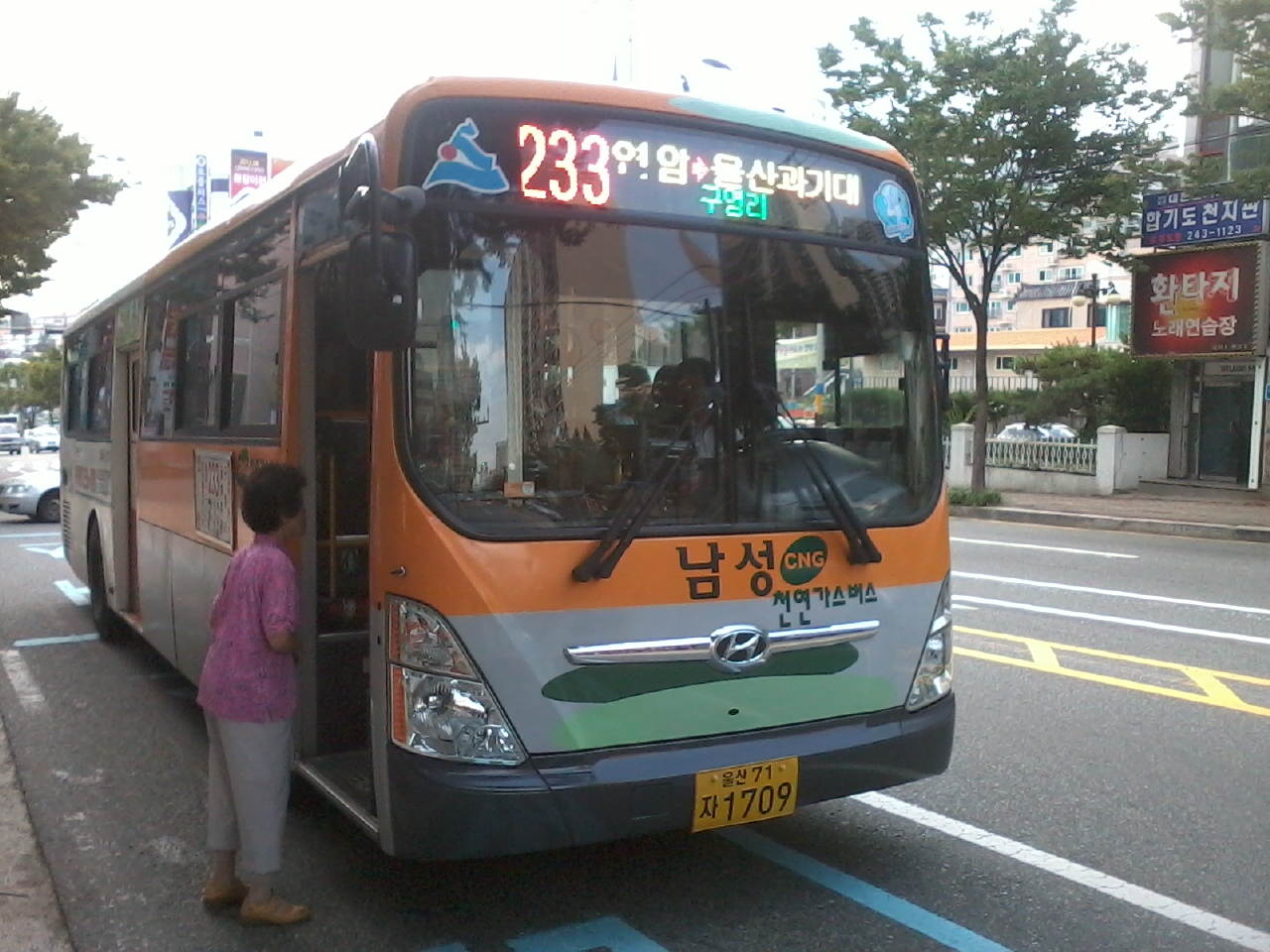
울산시내버스 233번
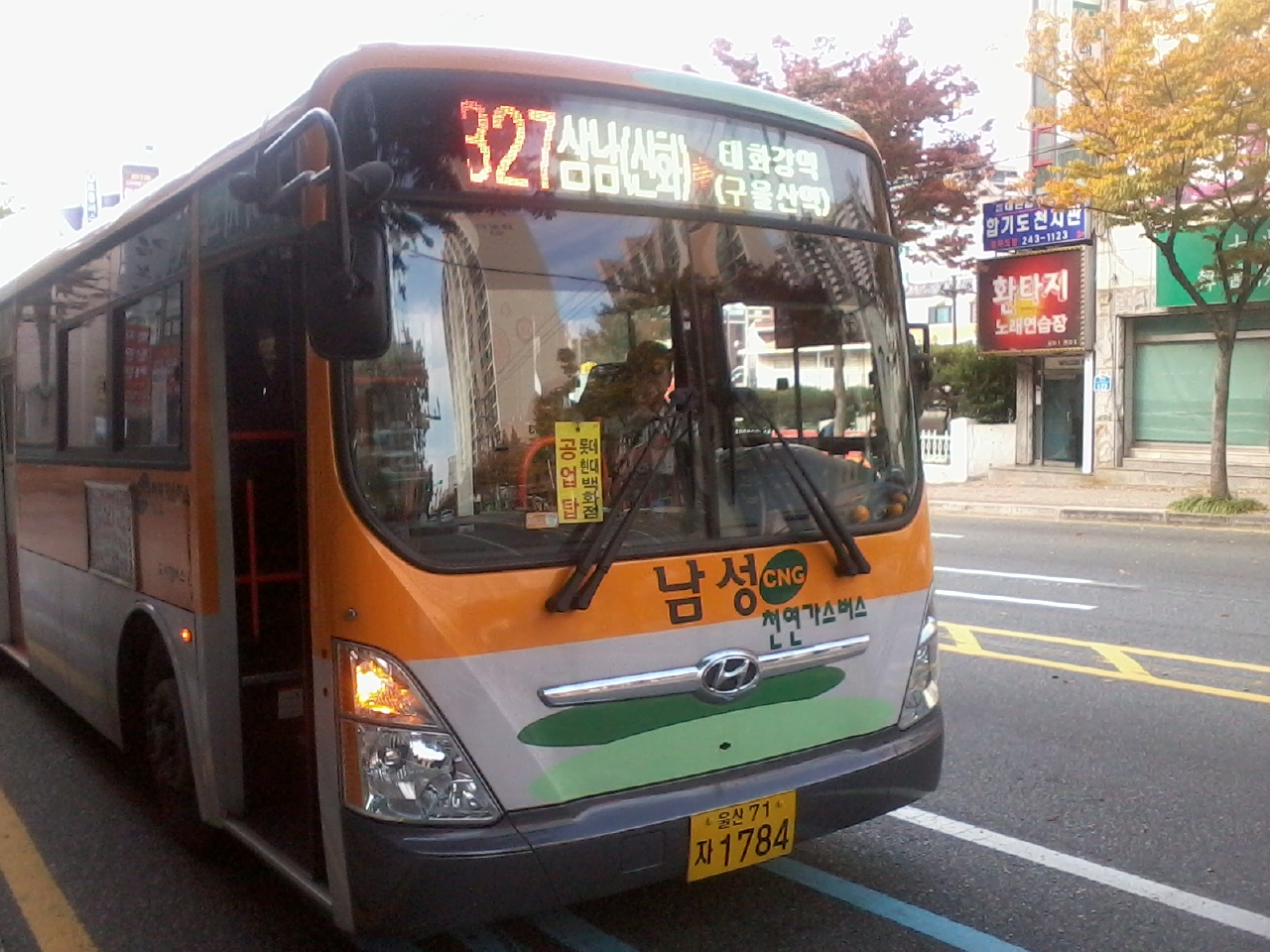
울산시내버스 327번
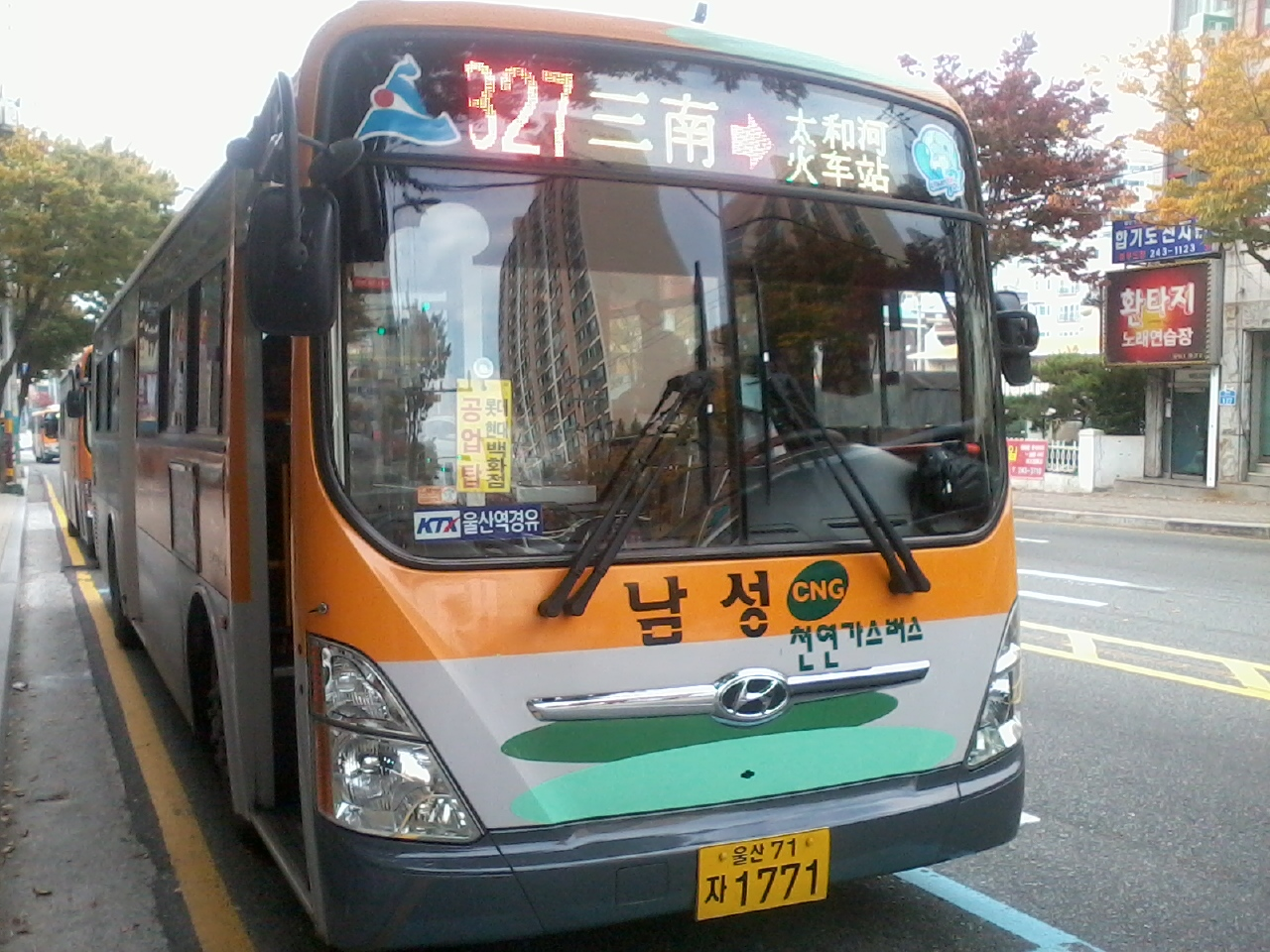
울산시내버스 327번
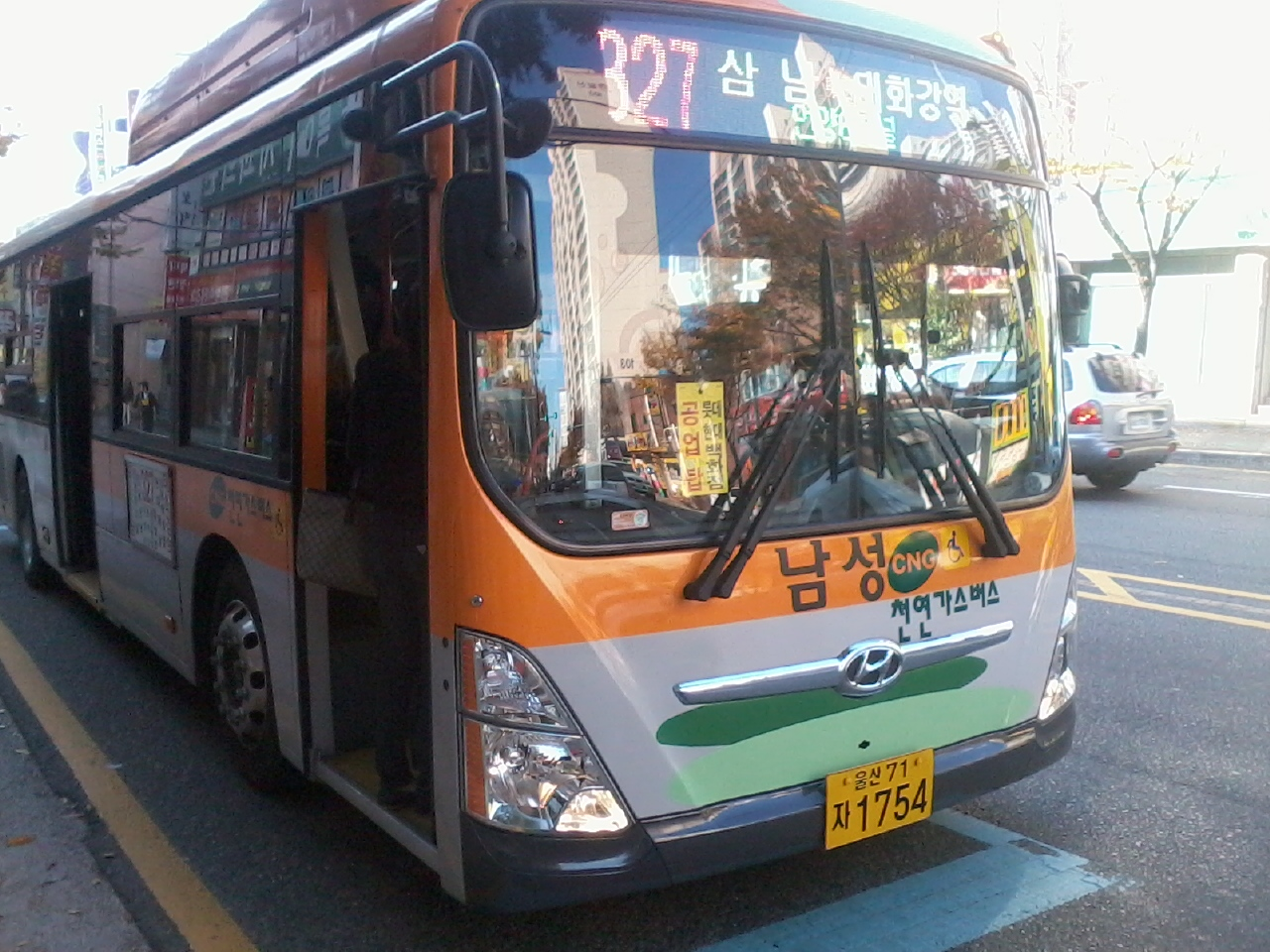
울산시내버스 327번 (저상)
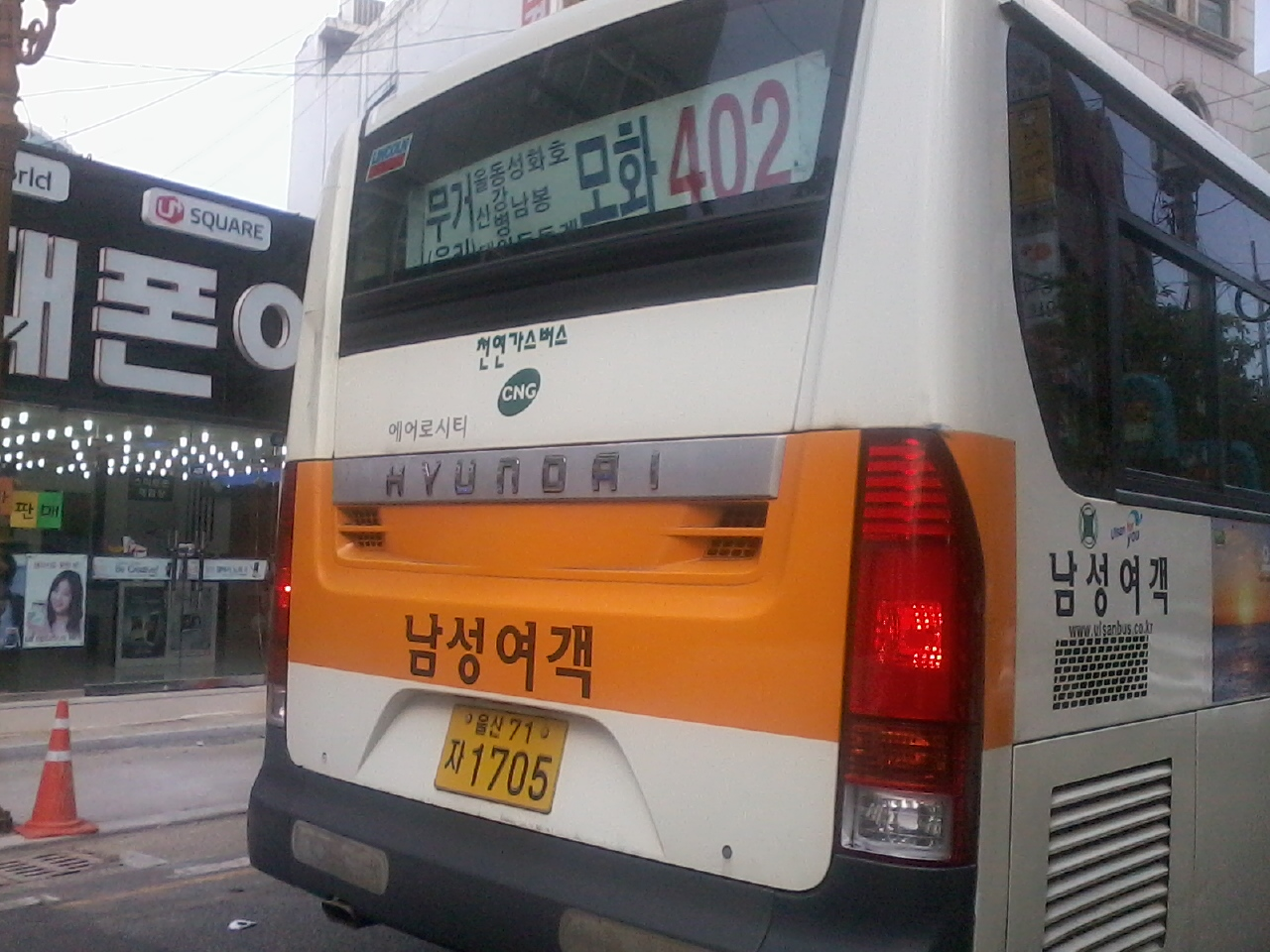
울산시내버스 402번
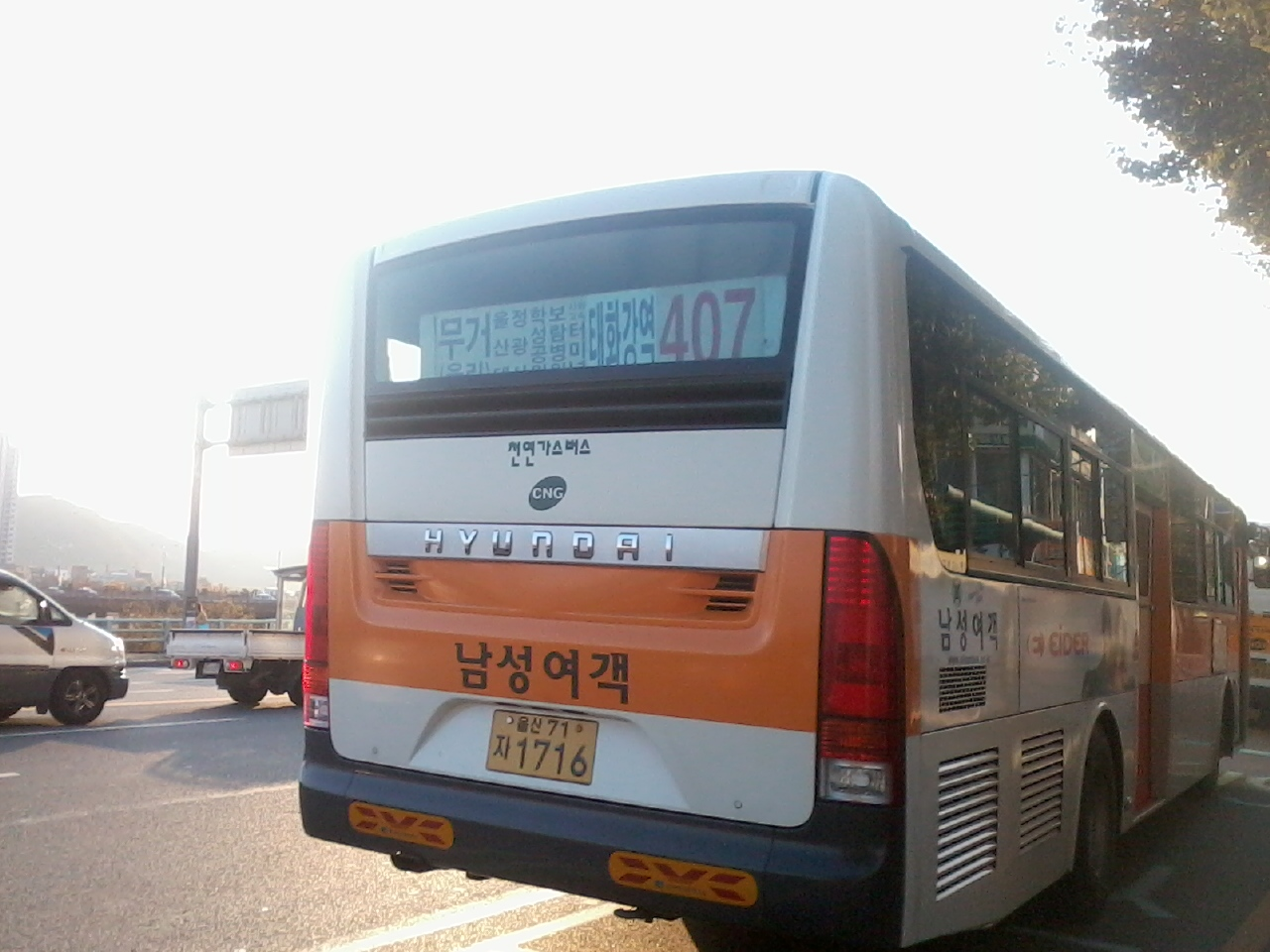
울산시내버스 407번
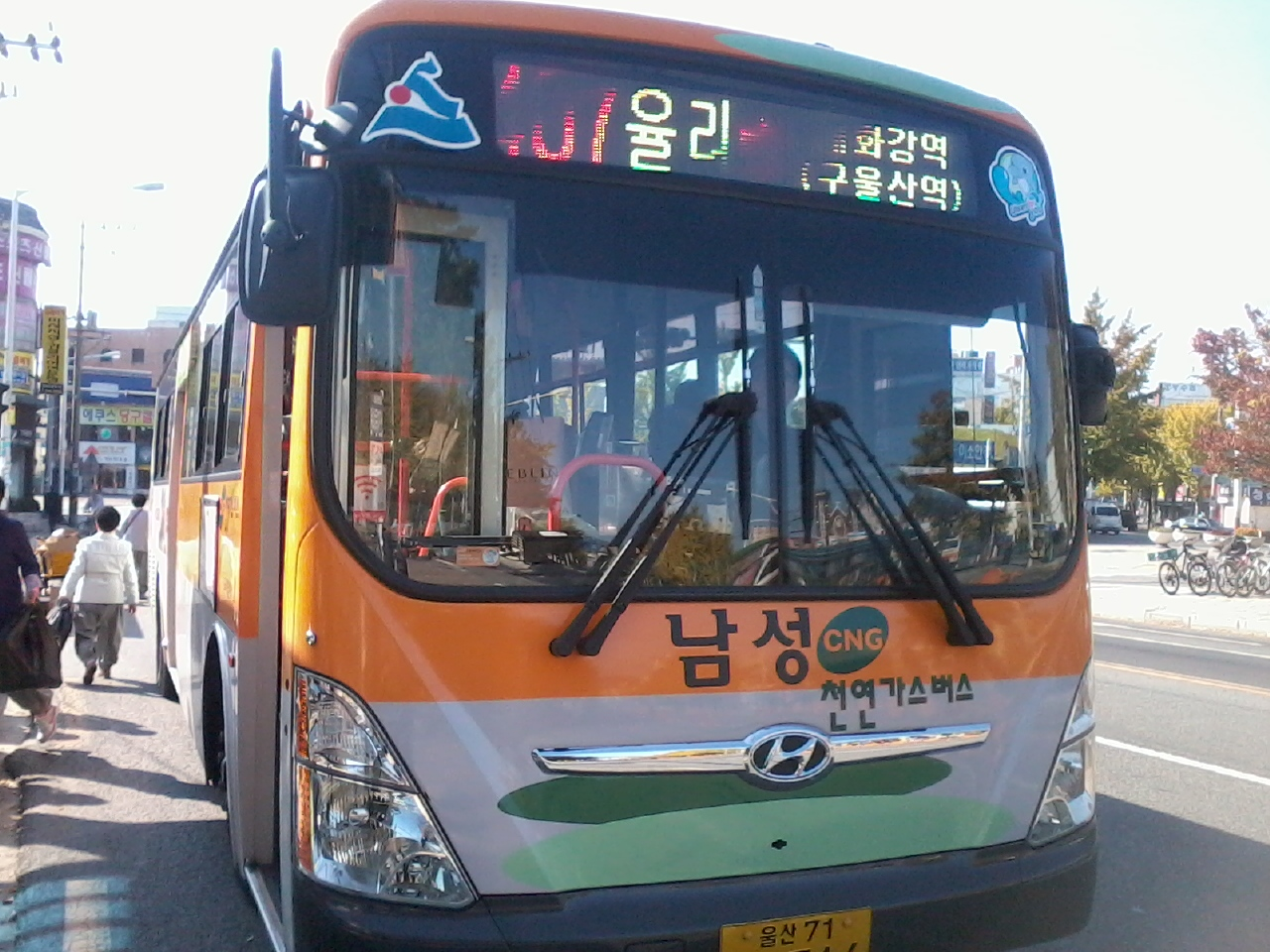
울산시내버스 407번
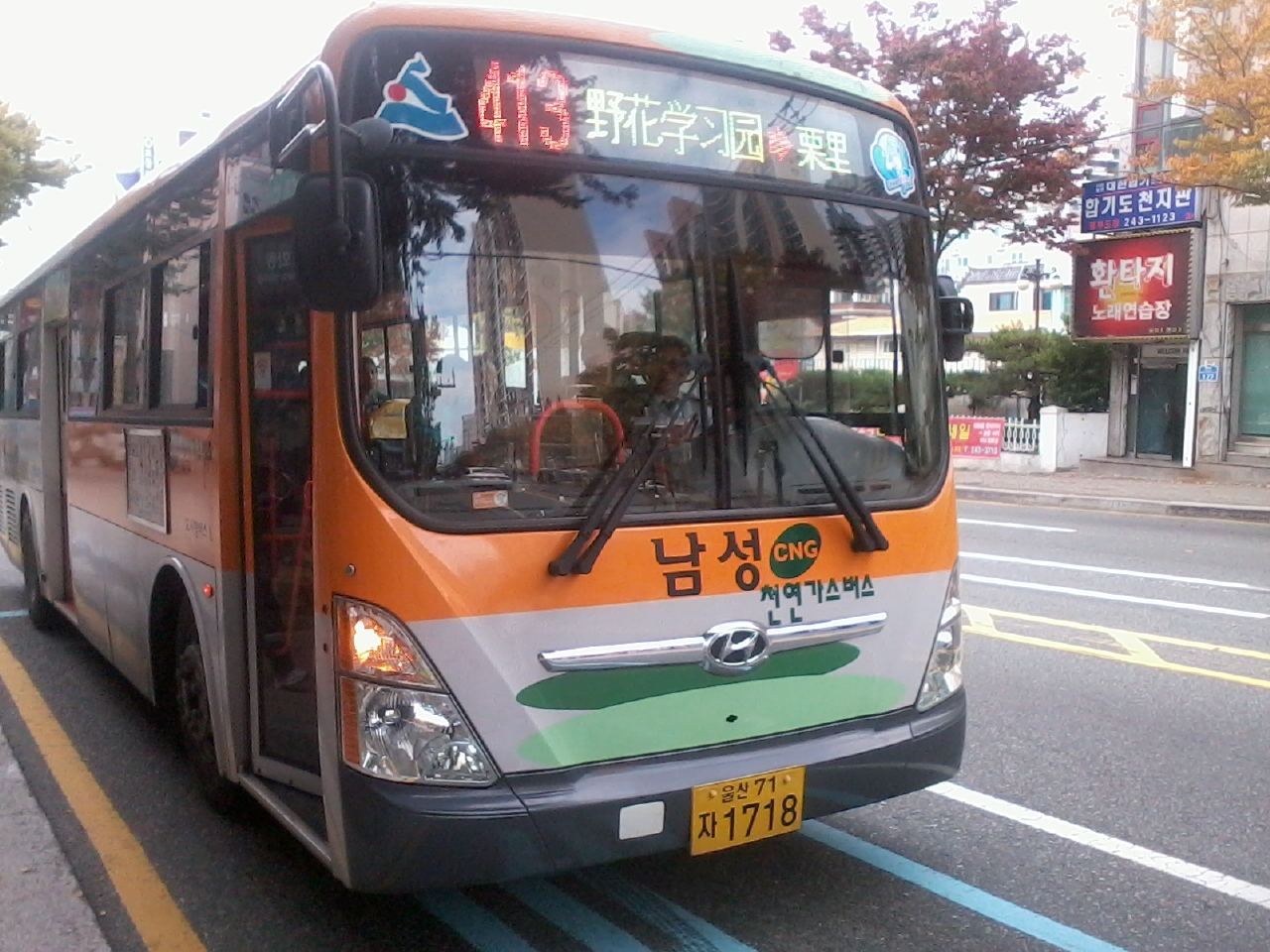
울산시내버스 413번
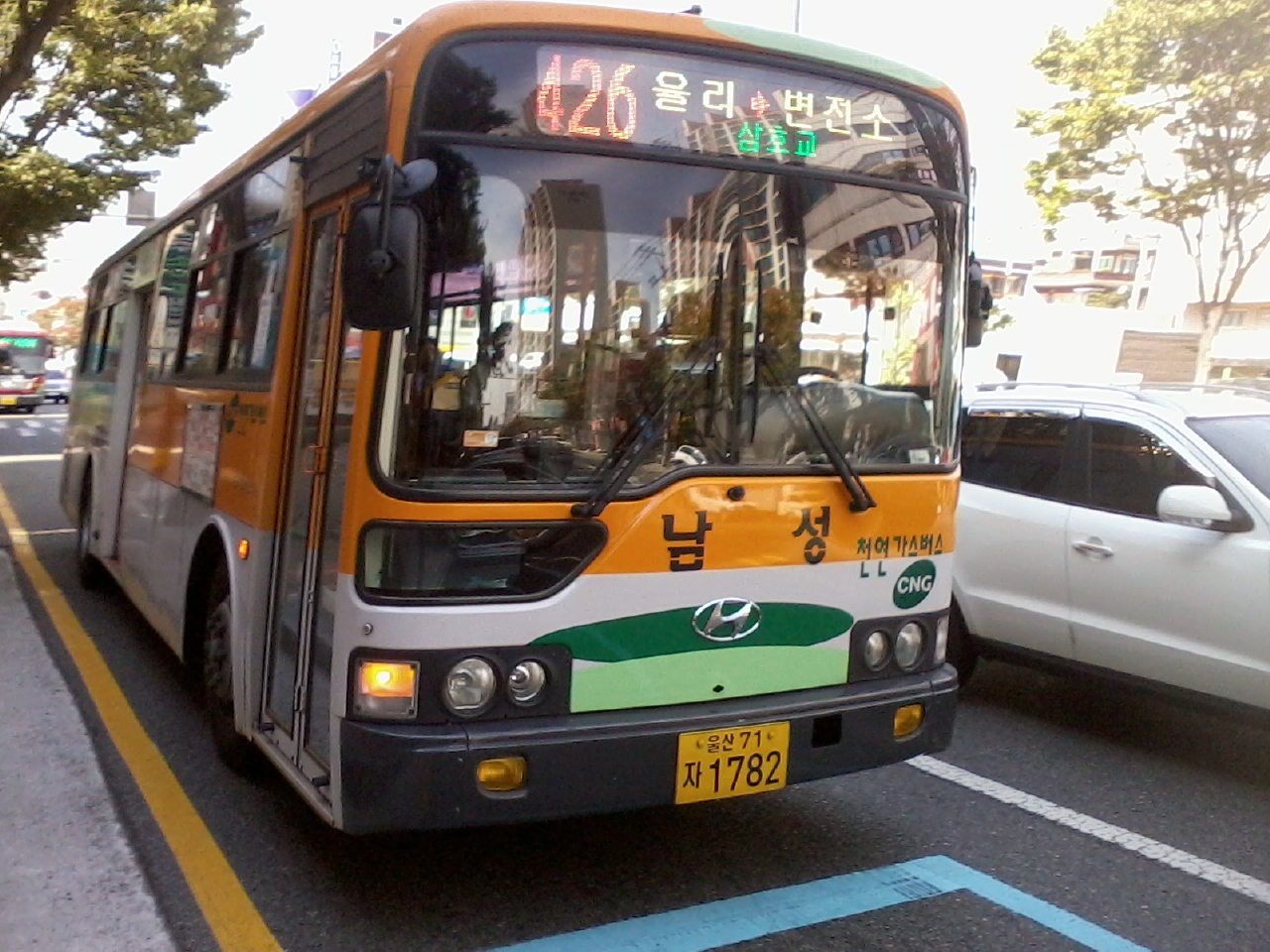
울산시내버스 426번
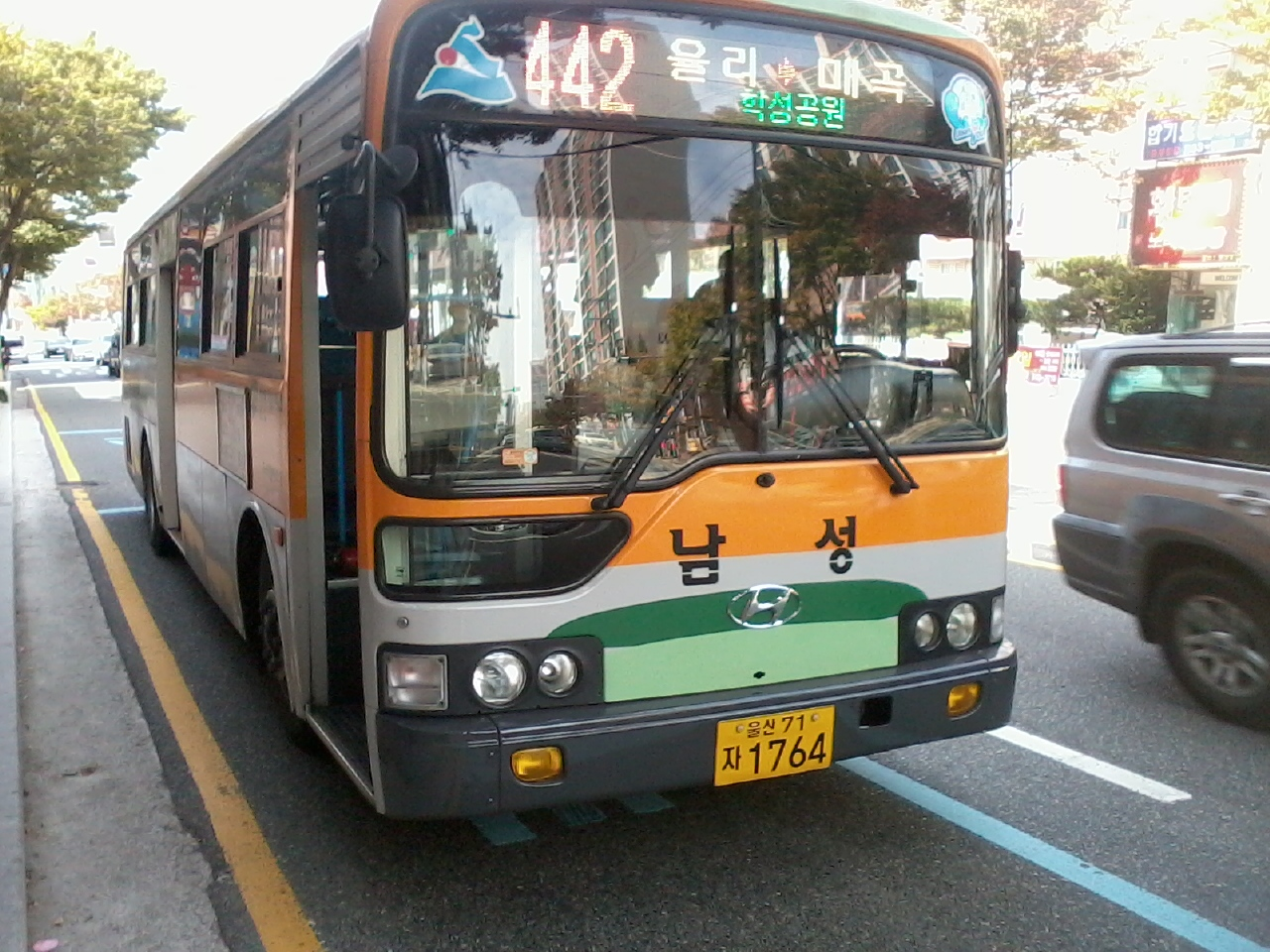
울산시내버스 442번
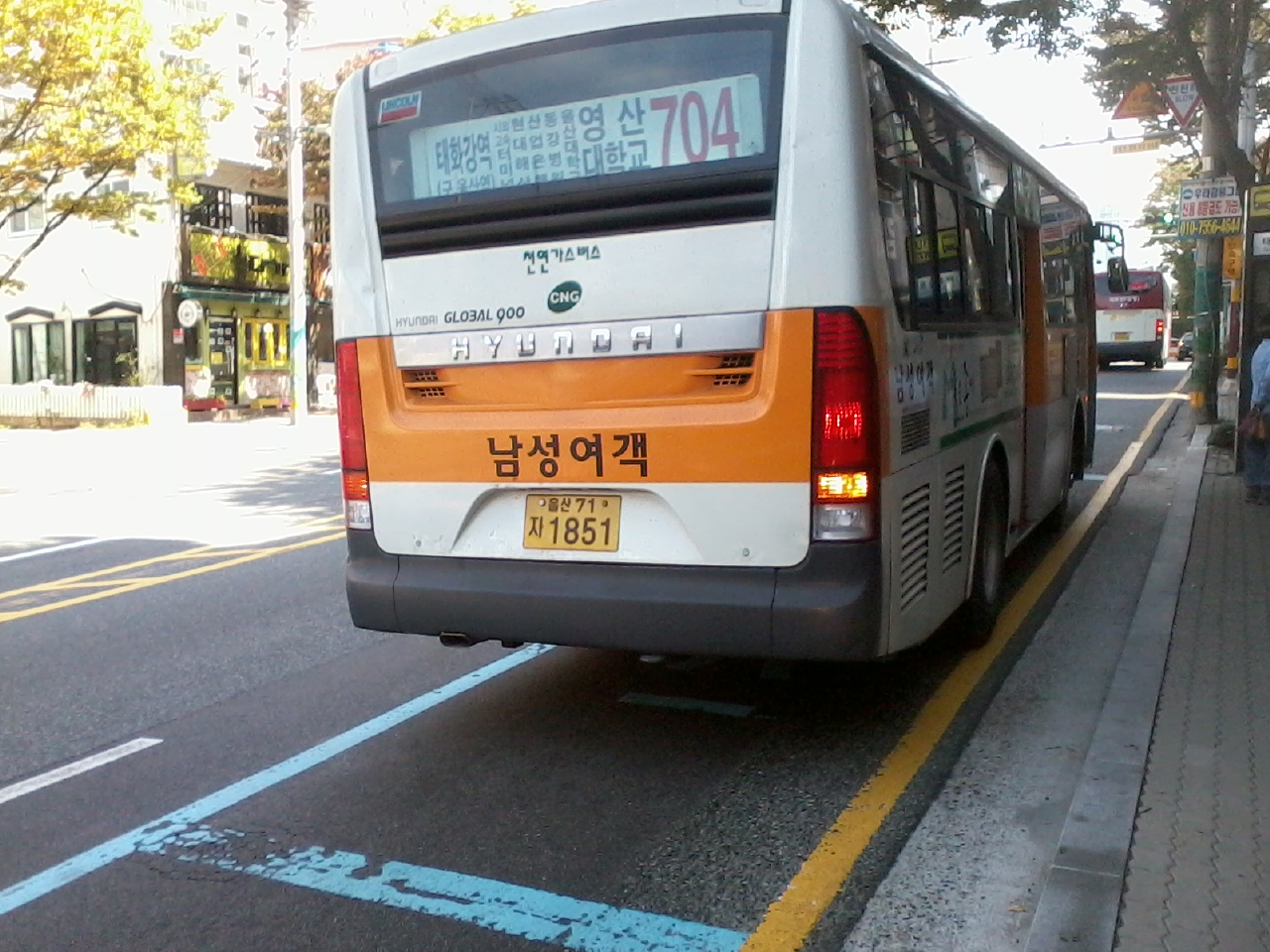
울산시내버스 704번 (현재 폐선)
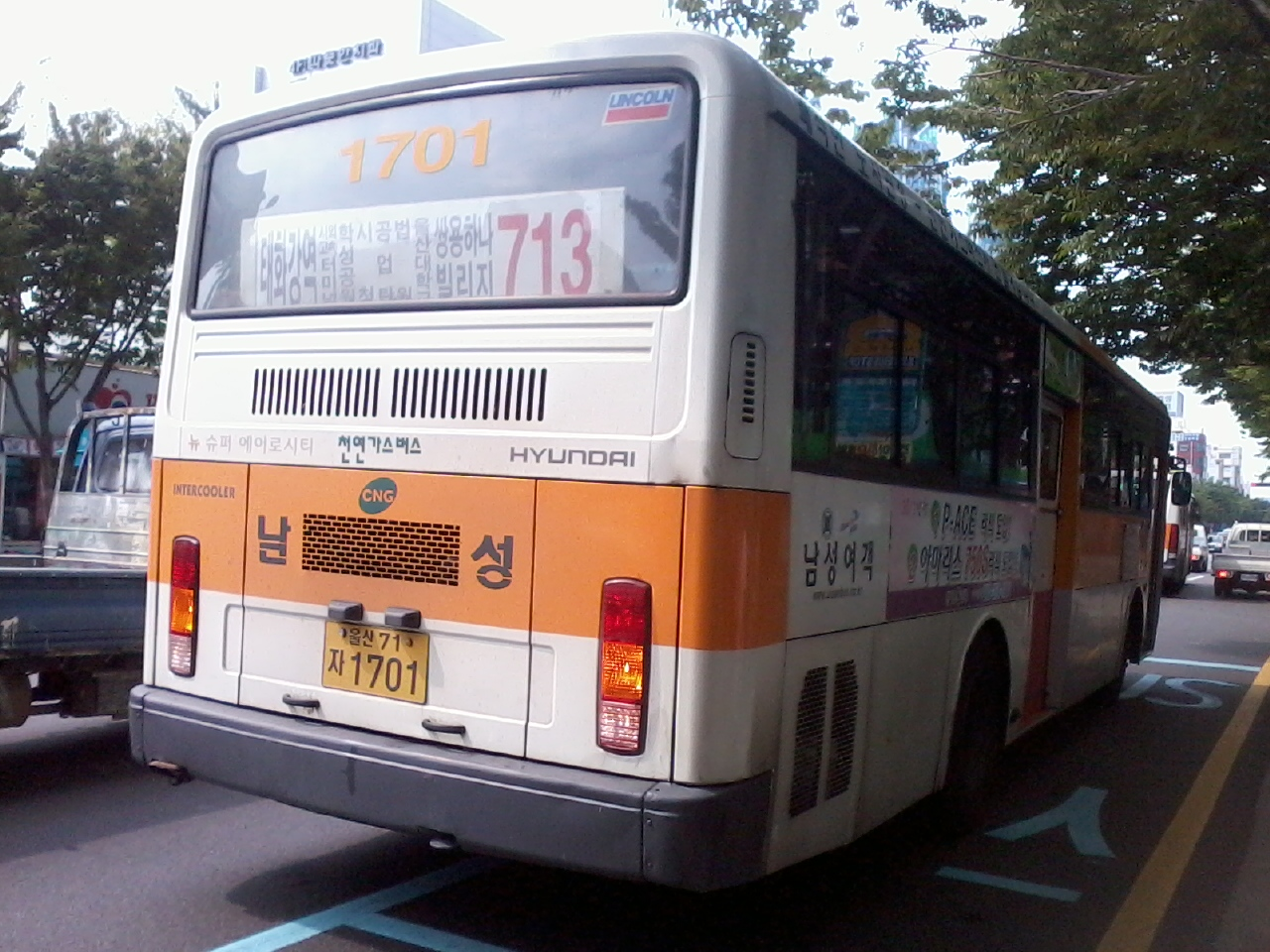
울산시내버스 713번
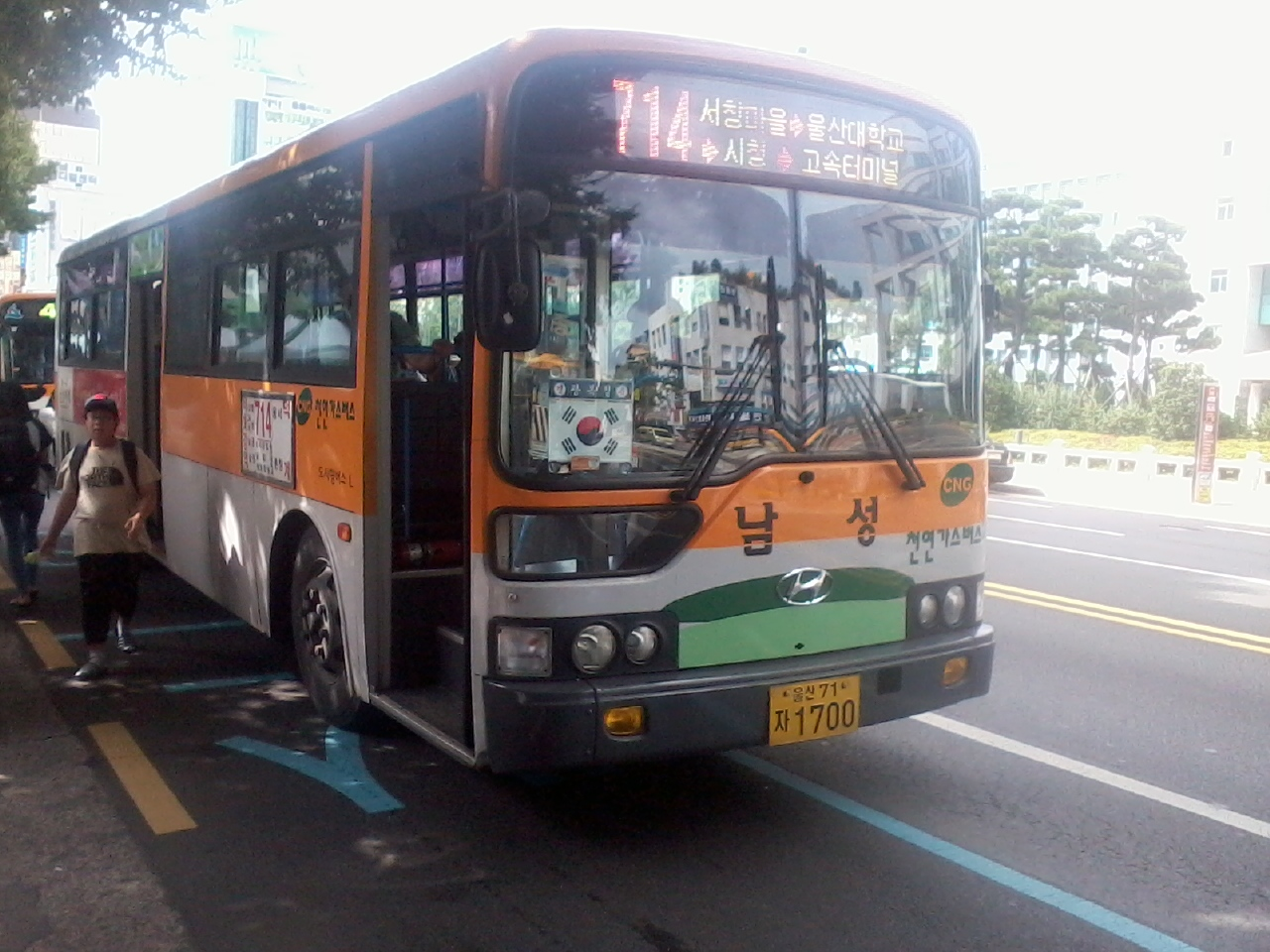
울산시내버스 714번
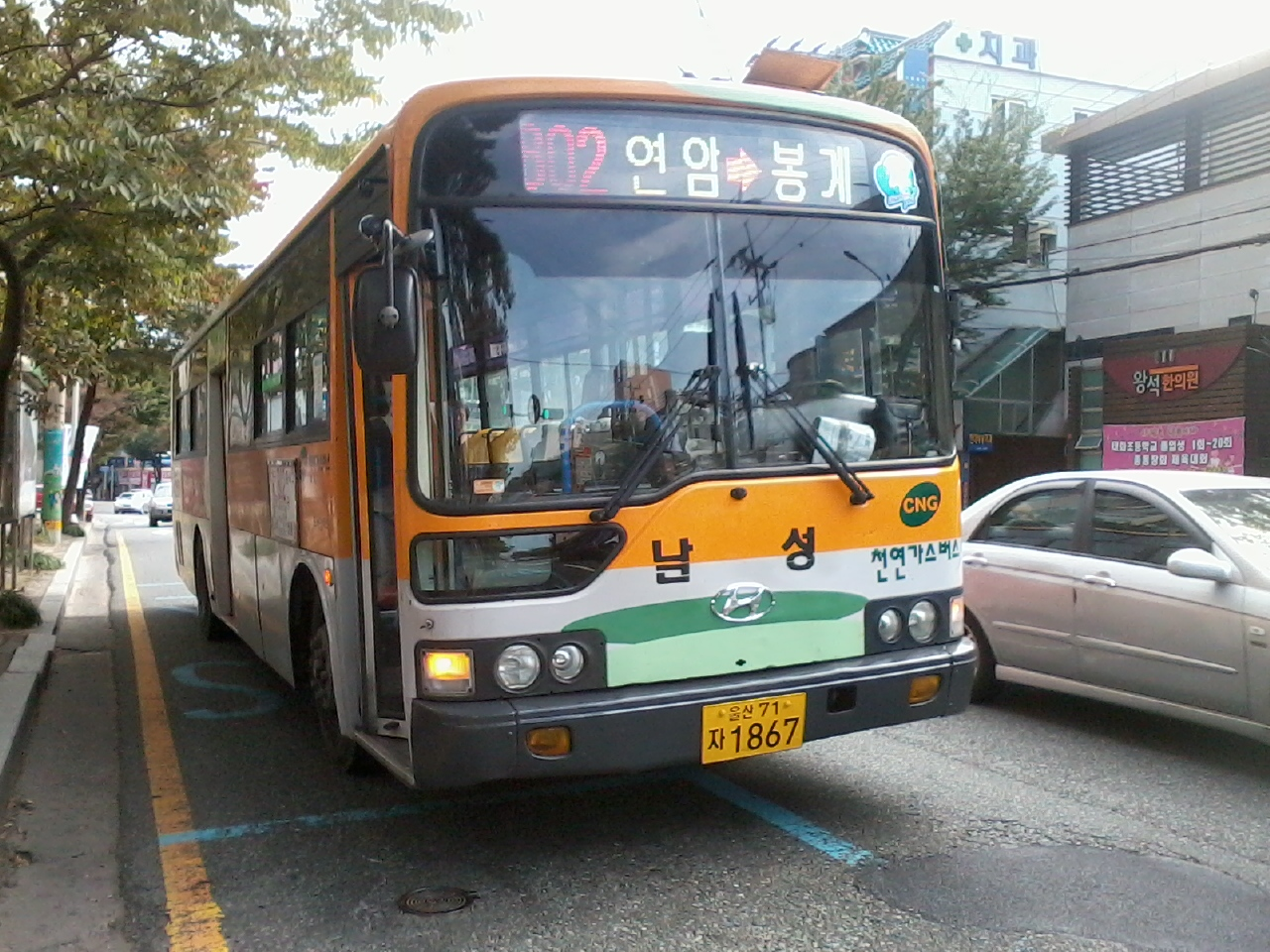
울산시내버스 802번 (사진 속 차량은 2013년에 대차)
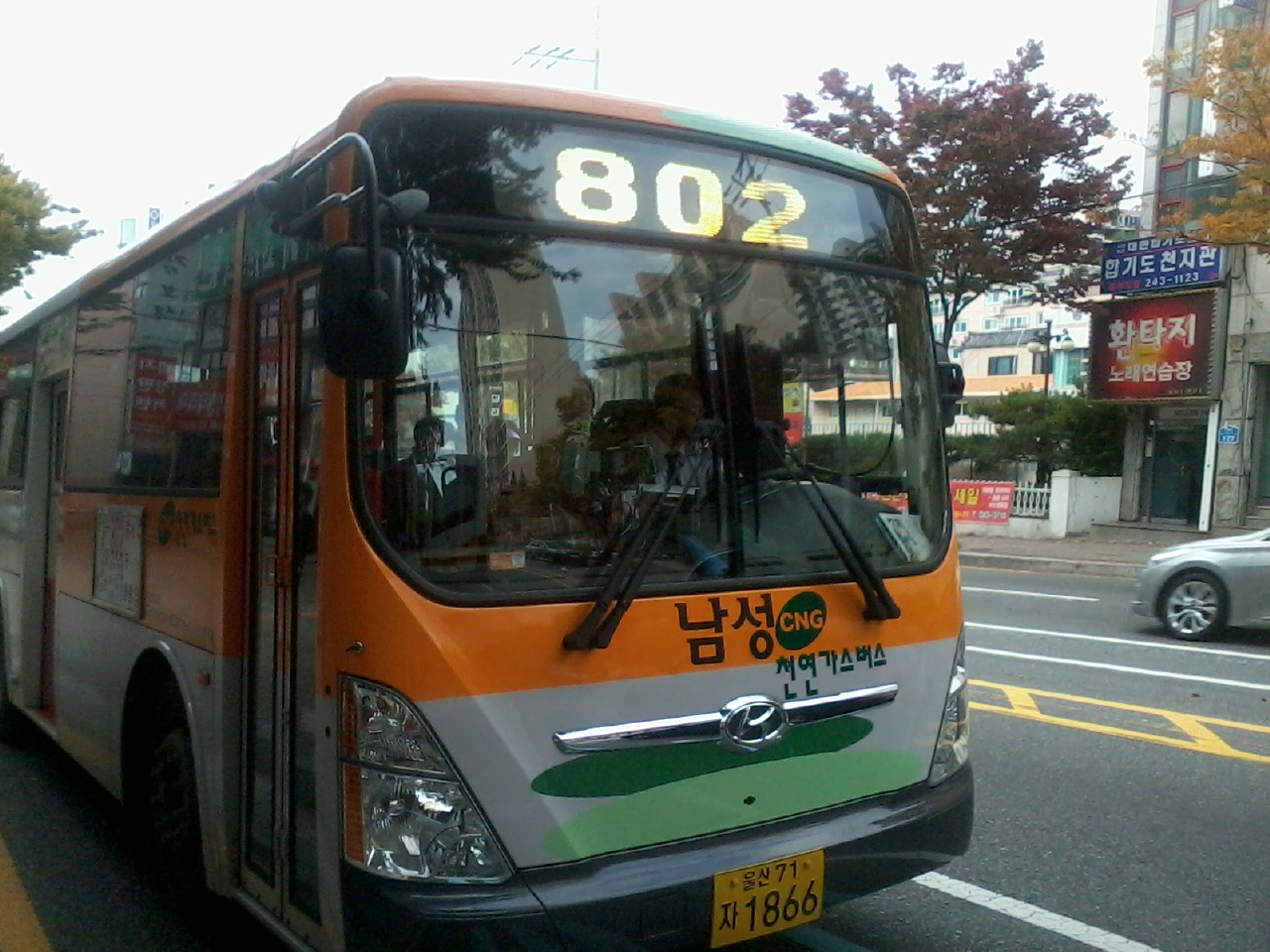
울산시내버스 802번
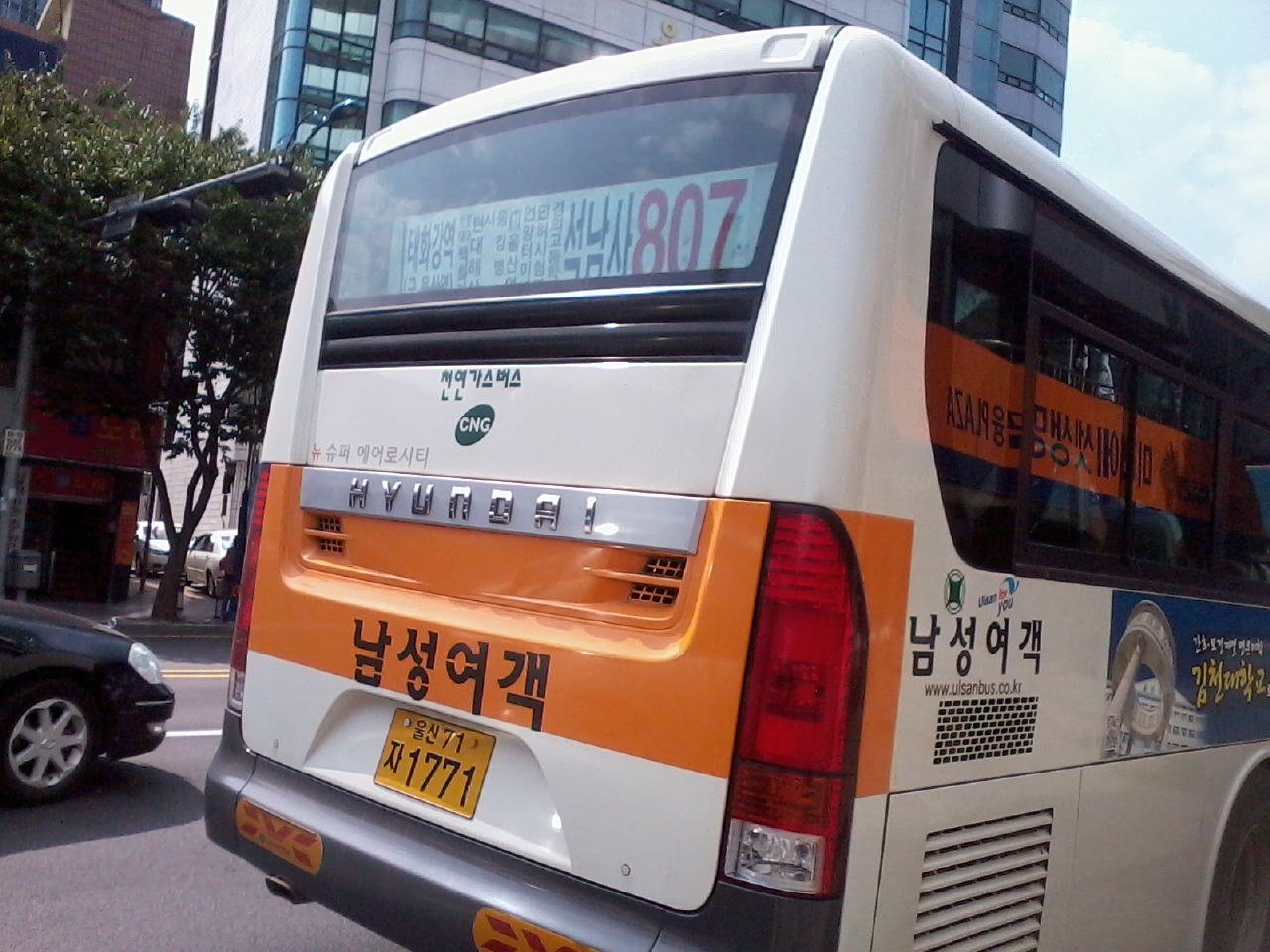
울산시내버스 807번
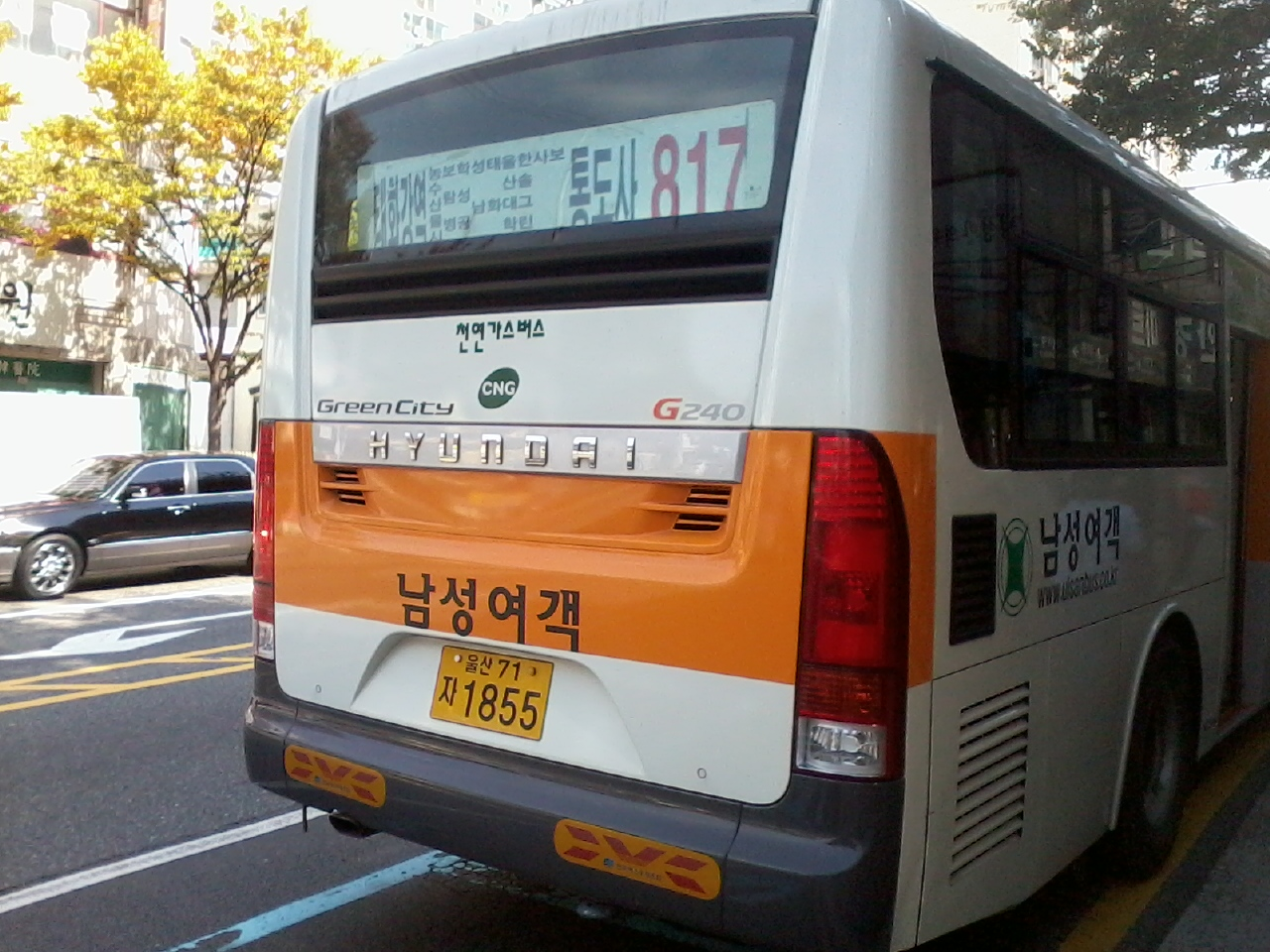
울산시내버스 817번
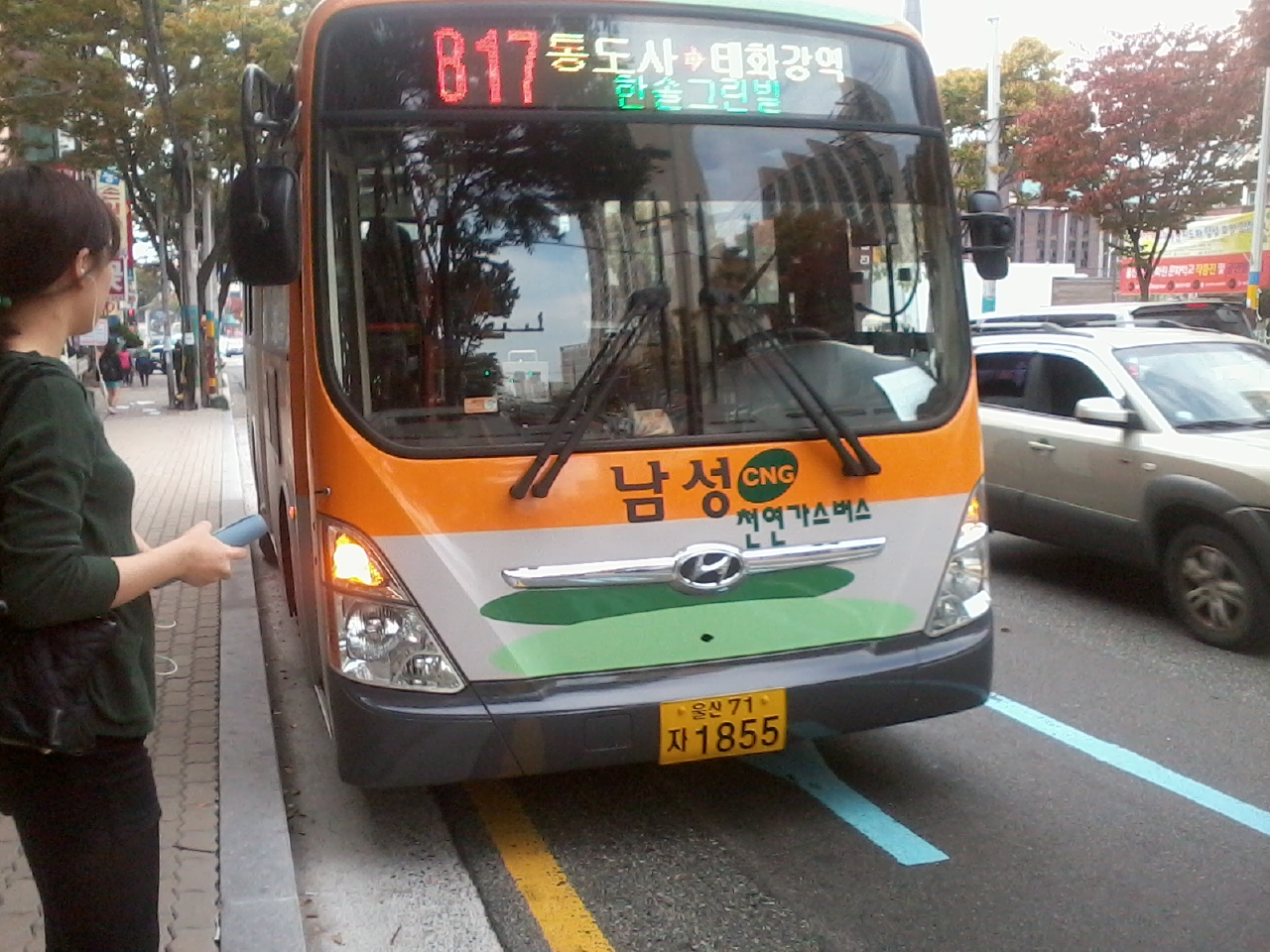
울산시내버스 817번
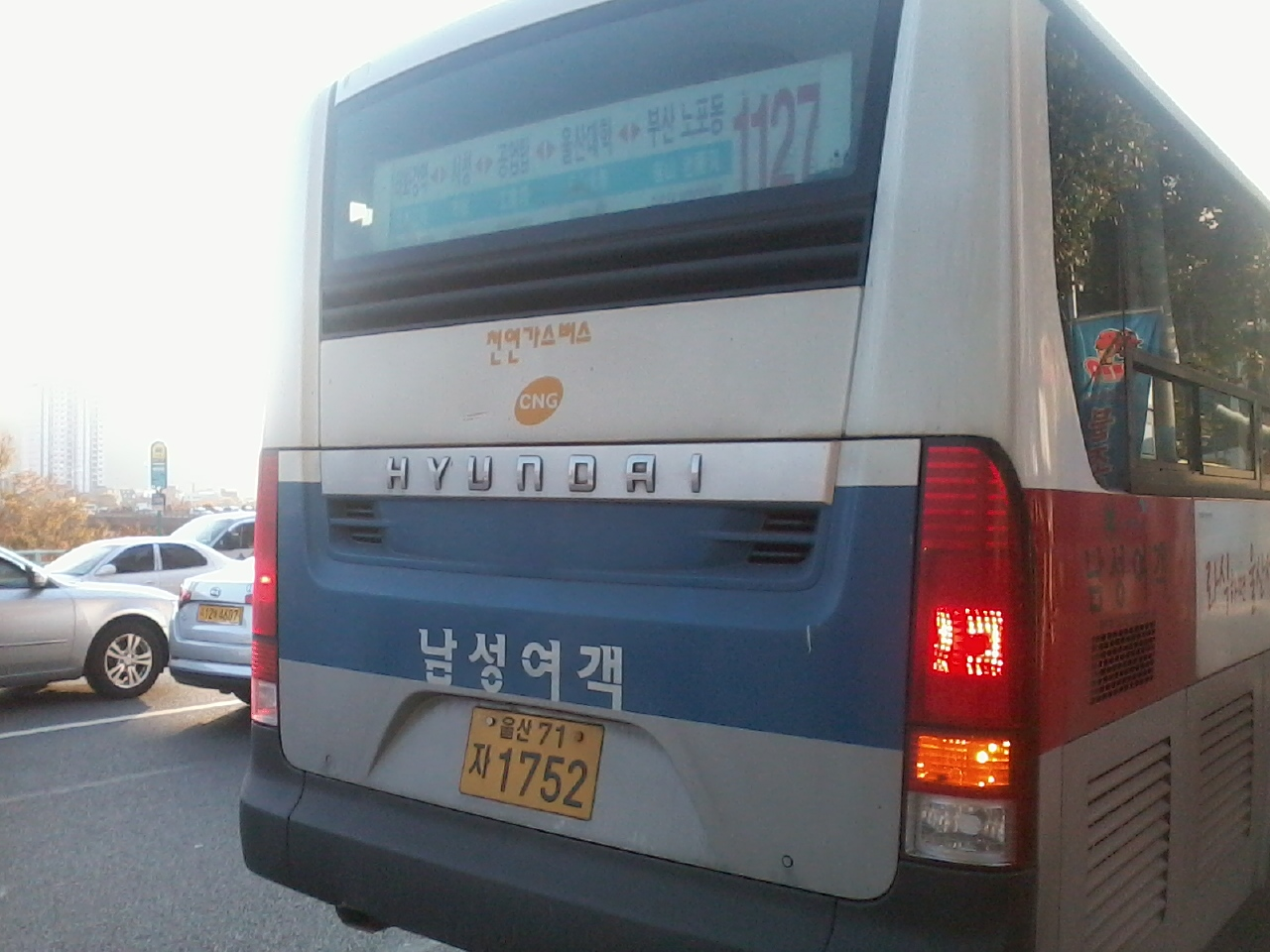
울산시내버스 1127번
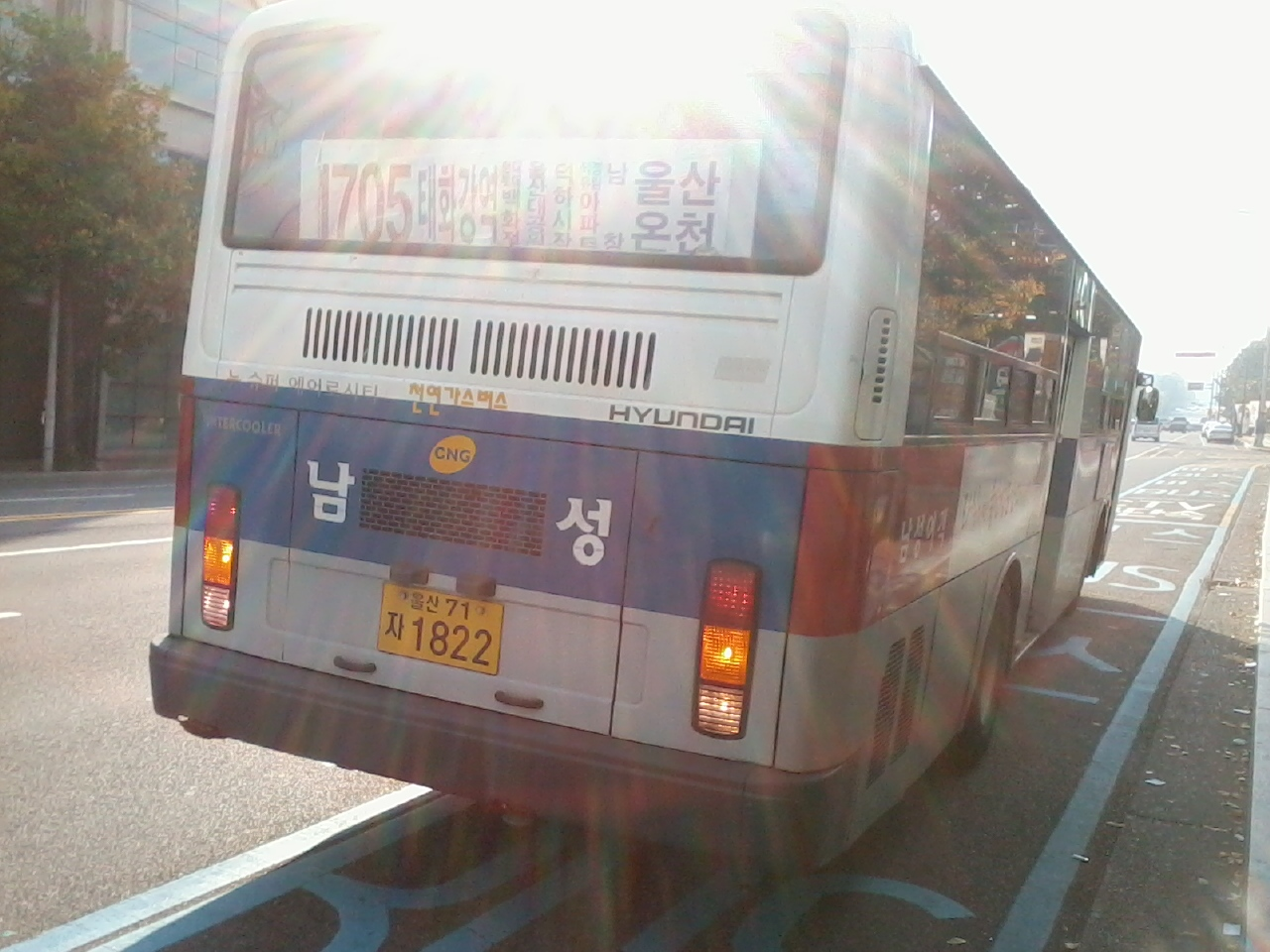
울산시내버스 1705번(2014년 10월 5일부로 705번으로 변경)